# Torneio de Candidatos de 2018
O Torneio de Candidatos de 2018 foi disputado na Alemanha, em Berlim, entre 10 e 28 de março. O sistema double round-robin prevê que os oito jogadores classificados joguem entre si com as brancas e com as pretas. O vencedor do torneio foi o estadunidense Fabiano Caruana, que será o desafiante do então campeão Magnus Carlsen, da Noruega, na final do Campeonato Mundial de Xadrez de 2018.
A Agon, parceira comercial da FIDE foi a organizadora oficial do evento esportivo.

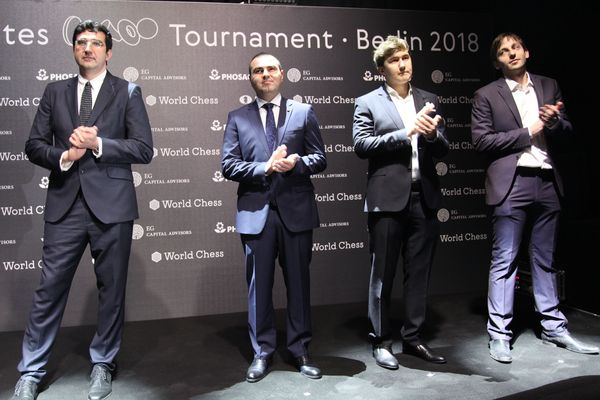
Kramnik, Mamedyarov, Karjakin e Grischuk durante a cerimônia de abertura.

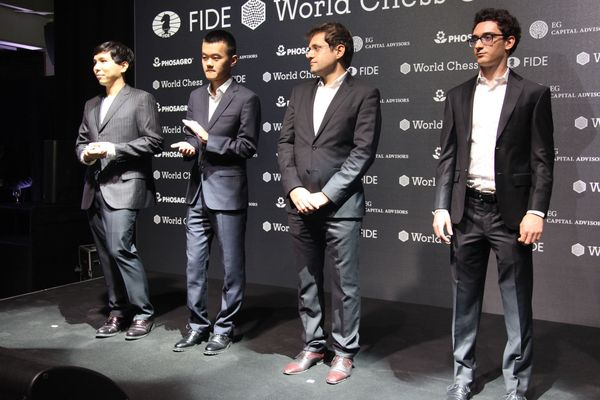
So, Ding, Aronian, e Caruana durante a cerimônia de abertura.

## Premiação
Os prêmios, pagos em euros, somaram €420.000 ou US$516.000:
- €95.000 para o vencedor
- €88.000 para o segundo colocado
- €75.000 para o terceiro colocado
- €55.000 para o quarto colocado
- €40.000 para o quinto colocado
- €28.000 para o sexto colocado
- €22.000 para o sétimo colocado
- €17.000 para o oitavo colocado.

Jogadores que atingissem a mesma pontuação, dividiram igualitariamente o prêmio.

## Controle de tempo
O controle de tempo foi de 100 minutos para os primeiros 40 movimentos, 50 minutos para os próximos 20 e então 15 minutos para o resto do jogo; mais 30 segundos de acréscimo para cada jogada desde o primeiro lance.

## Escolha dos candidatos
| Critérios classificatórios | Jogador               | Idade | Rating (Mar. 2018) | Ranking mundial (Mar. 2018) |
| --- | --------------------- | ----- | ------------------ | --------------------------- |
| Disputou a final do Campeonato Mundial de Xadrez de 2016 match                                                                            | Sergey Karjakin       | 28    | 2763               | 13                          |
| Estar entre os dois finalistas da Copa de Xadrez de 2017 da FIDE.                                                                         | Levon Aronian         | 35    | 2794               | 5                           |
| Estar entre os dois finalistas da Copa de Xadrez de 2017 da FIDE.                                                                         | Ding Liren            | 25    | 2769               | 11                          |
| Ser um dos finalistas da Copa de Xadrez de 2017 da FIDE.                                                                                  | Shakhriyar Mamedyarov | 32    | 2809               | 2                           |
| Ser um dos finalistas da Copa de Xadrez de 2017 da FIDE.                                                                                  | Alexander Grischuk    | 34    | 2767               | 12                          |
| Ter um dos dois ratings mais altos da Copa de Xadrez de 2017 da FIDE.                                                                     | Fabiano Caruana       | 25    | 2784               | 8                           |
| Ter um dos dois ratings mais altos da Copa de Xadrez de 2017 da FIDE.                                                                     | Wesley So             | 24    | 2799               | 4                           |
| Wild card dado pela Agon, para um jogador com rating da FIDE de pelo menos 2725 pontos em uma das listas publicadas durante o ano de 2017 | Vladimir Kramnik      | 42    | 2800               | 3                           |

## Resultados dos confrontos
| Pos | Jogadores                   | Pts | J  | V | E  | D | Classificado |     | CAR | MAM | KAR | DIN | KRA | GRI | SO  | ARO |
| --- | --------------------------- | --- | -- | - | -- | - | ------------ | --- | --- | --- | --- | --- | --- | --- | --- | --- |
| 1   | Fabiano Caruana (USA) (Q)   | 9   | 14 | 5 | 8  | 1 | Desafiante   |     | —   | ½   | ½ 0 | ½   | ½ 1 | ½ 1 | 1 ½ | 1   |
| 2   | Shakhriyar Mamedyarov (AZE) | 8   | 14 | 3 | 10 | 1 |              |     | ½   | —   | ½ 1 | 0 ½ | 1 ½ | 1 ½ | ½   | ½   |
| 3   | Sergey Karjakin (RUS)       | 8   | 14 | 4 | 8  | 2 |              | 1 ½ | 0 ½ | —   | ½   | 1 ½ | ½   | 1 ½ | 0 1 |     |
| 4   | Ding Liren (CHN)            | 7.5 | 14 | 1 | 13 | 0 |              | ½   | ½ 1 | ½   | —   | ½   | ½   | ½   | ½   |     |
| 5   | Vladimir Kramnik (RUS)      | 6.5 | 14 | 3 | 7  | 4 |              | 0 ½ | ½ 0 | ½ 0 | ½   | —   | 1 0 | ½   | 1   |     |
| 6   | Alexander Grischuk (RUS)    | 6.5 | 14 | 2 | 9  | 3 |              | 0 ½ | ½ 0 | ½   | ½   | 1 0 | —   | 1 ½ | ½   |     |
| 7   | Wesley So (USA)             | 6   | 14 | 1 | 10 | 3 |              | ½ 0 | ½   | ½ 0 | ½   | ½   | ½ 0 | —   | 1 ½ |     |
| 8   | Levon Aronian (ARM)         | 4.5 | 14 | 1 | 7  | 6 |              | 0   | ½   | 0 1 | ½   | 0   | ½   | ½ 0 | —   |     |

Notas
- Tie-breaks estão em ordem: 1) confronto direto, 2) número total de vitórias, 3) Sistema Sonneborn–Berger (SB), 4) tie-break.
- Os números, na tabela de cruzamentos, com fundo branco indicam o resultado jogando com o respectivo oponente com as peças brancas (peças pretas em fundo preto).